# Чубарово (Калужская область)
Чуба́рово — деревня в Жуковском районе Калужской области, административный центр сельского поселения «Деревня Чубарово».

## Этимология
Вероятно от: чубар — прозвищное имя, чубара — кладбище, территория, расположенная особняком, край деревни, земельное угодье, то есть чубарый — живущий отдельно.

## География
Расположена на севере Калужской области у федеральной автодороги А-130 на административной границе Калужской области и Новой Москвы. Рядом деревни Бухловка и Папино.

## Климат
Умеренно-континентальный с выраженными сезонами года: умеренно жаркое и влажное лето, умеренно холодная зима с устойчивым снежным покровом. Средняя температура июля +18 °C, января −9 °C. Теплый период длится в среднем около 220 дней.

## Население
| 2002 | 2010 |
| ---- | ---- |
| 98   | ↗130 |

## История
В 1607 году князь Василий Безобразов купил село Чубарово… В XVII веке деревня принадлежала царским стольникам — боярам Безобразовым.
Во второй половине XVIII века Чубарово приобретает Александр Петрович Глебов. Начинается строительство фамильного поместья — усадьбы.

В 1782 году село Никольское, деревня Папино, Чубарово Александра Петровича Глебова, Чубарово по обе стороны речки Чубаровки— Свод памятников архитектуры и монументального искусства России.
Главный дом построен в начале XIX века. Отделкой интерьеров занимались известные художники того времени Павел Аргунов и Владимир Боровиковский. По данным Г. М. Морозовой — в 1877 году Чубарово принадлежало Ф. Е. Струве.
Усадебная каменная церковь Рождества Богородицы с приделом Николая Чудотворца. В 1905—1906 годах, в списке церквей Калужской епархии значилась церковь во имя Рождества Богородицы в Чубарове Боровского уезда.
В 1913 году Чубарово — центр Чубаровской волости Боровского уезда Калужской губернии. В селе постоянно проживало 344 человека, имелась собственная земская школа.
В декабре 1918 года Чубарово и ещё несколько населённых пунктов волости были переданы в состав Наро-Фоминского уезда Московской губернии.
с 1 октября 1929 года в составе Центрально-Промышленной области РСФСР, а с 3 июня 1929 года — Московской области. Впоследствии, как населённый пункт Угодско-Заводского района деревня вошла в состав образованной 5 июля 1944 года Калужской области.
В годы Великой Отечественной войны Чубарово было оккупировано войсками Нацистской Германии с начала октября по конец декабря 1941 года. За короткий срок немцам удалось обустроить здесь мощный узел сопротивления и опорный пункт обороны. Промежутки между населёнными пунктами были оборудованы снежными окопами и ледяными валами, которые оборонялись отдельными группами солдат с поддержкой пулемётных расчётов.
Располагаясь по обеим сторонам Варшавского шоссе на линии фронта, деревня и близлежащие населённые пункты по несколько раз переходили из рук в руки. Деревня была сильно разрушена, но уцелело несколько построек, в которых после освобождения стали селиться уцелевшие жители Чубарово и близлежащих деревень. Вскоре был создан колхоз под председательством С. Г. Леонова.

## Объекты историко-культурного наследия
- Братская могила воинов, погибших в годы Великой Отечественной войны. Весной 1973 года севернее Чубарова, в полутора километрах от Варшавского шоссе, был торжественно открыт монумент на месте захоронения останков бойцов 5-го корпуса ВДВ, погибших в этих местах в 1941 году. Братское захоронение сформировано из одиночных и небольших братских могил, обнаруженных в районе Чубарова и Никольских Дворов. Всего в могиле покоится прах 335 советских воинов[14].

## Комментарии
1. ↑  Морозова, Генриетта Михайловна (1930 — 1992) — известный краевед, археограф, библиограф, Почетный Гражданин города Калуги
2. ↑  Придельная церковь и колокольня пристроены в 1868 году. Пролог и древняя икона Рождества Пресвятой Богородицы пожертвованы в 1676 году патриархом Иоакимом.[9]
3. ↑  Вероятно после перемежевания границ (до 1913 года), приусадебная церковь с приделами оказалась на территории села Никольское Боровского уезда, либо учитывалась как объект в составе «владения Чубарово» на территории села Никольское.